# 스웨덴 태양계
스웨덴 태양계 모형은 현재의 세계에서 가장 정확하고 제일 큰 태양계 모형이다. 2024년 현재 실제의 태양계의 모든 물체의 크기와 그 사이의 거리는 1:20,000,000의 축척으로 표시된다. 이 모형은 스웨덴 영토 전체에 설치되어 있도 크기는 나라의 크기와 같다.  1989년에 물리학자 닐스 브렌닝(Niels Brenning)과 천문학자 요스트 감(Jost Gam)을 비롯한 스웨덴의 과학자들이 프로젝트를 개시했다. 모형은 스톡홀름 관광청과 수많은 박물관, 극장, 과학 기관 등의 재정적인 후원을 받았다.
모델의 중심은 스톡홀름에 위치한 세계 최대의 구형 건물인 에릭슨 글로브이다. 태양계의 모형에서 경기장은 태양을 표시하며 크기(110m)는 코로나가 있는 태양의 직경으로 간주된다. 경기장의 크기대로 다른 물체의 크기와 거리가 비례하여 계산되었다. 1998년까지는 대부분의 행성이 설치되었다. 그래서 10년 만에 프로젝트의 주요 부분이 완성되었다. 이 태양계의 모형이 태양과 행성 뿐만 아니라 설치된 물체로는 행성의 일부 위성, 왜행성, 혜성, 소행성, 해왕성 바깥 천체 및 태양권 경계도 포함한다.  마지막 물체로는 2017년 8월 6일에 설치된 소행성 4 베스타(Vesta)이다.